# الکساندرا فوزه
 الکساندرا فوسه (فرانسوی: Alexandra Fusai‎؛ زاده ۲۲ نوامبر ۱۹۷۳) یک تنیس‌باز اهل فرانسه است.